# Stefano Gentili
Stefano Gentili (n. 28 iulie 1957, Pitigliano, Toscana, Italia – d. 26 aprilie 2023) a fost un politician italian, președinte al provinciei Grosseto (1995–1999).